# SMSS J215728.21-360215.1
SMSS J215728.21-360215.1 — широко відомий як J2157-3602, є однією з найшвидше зростаючих чорних дір з масою близько 20 млрд. мас Сонця. Маса чорної діри в центрі квазара збільшується на 1 % щомільйона років. Щодня вона поглинає масу, еквівалентну половині маси Сонця. На момент свого виявлення об'єкт був «найшвидшою зростаючою чорною дірою у відомому Всесвіті», і одним із найпотужніших квазарів, які існують станом на  2021. Квазар розташований на червоному зміщенні 4,75, що відповідає відстані 2.5×1010 від Землі і на відстань, що проходить світло за 1.25×1010 років. Про це було оголошено в травні 2018 року за допомогою телескопа SkyMapper в Сайдінг Спрінг обсерваторії Австралійського національного університету. Він має власну болометричну світність 6.95×1014 (2.66×1041) і абсолютною зоряною величиною -32,36.
У липні 2020 року було повідомлено, що маса чорної діри, пов’язаної з квазаром, становить 34 мільярди сонячних мас, згідно з дослідженням, опублікованим у Monthly Notices of the Royal Astronomical Society.